# Båtnäbbad todityrann
Båtnäbbad todityrann (Hemitriccus josephinae) är en fågel i familjen tyranner inom ordningen tättingar.

## Utbredning och systematik
Fågeln förekommer från södra Guyana till Surinam, Franska Guyana och norra Brasilien (Amapá). Den behandlas som monotypisk, det vill säga att den inte delas in i några underarter.

## Status
IUCN kategoriserar arten som livskraftig.